# Maferria
Maferria là một chi thực vật có hoa trong họ Podostemaceae.

## Loài
Chi Maferria gồm các loài: